# پایگاه هوایی نواتیم

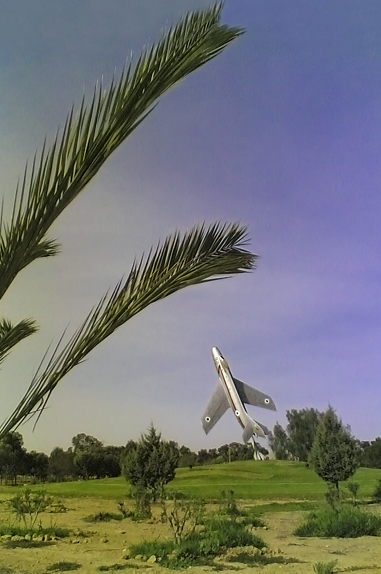
یک فروند داسو میستره ۴ در نزدیکی ورودی پایگاه هوایی نواتیم

پایگاه هوایی نِواتیم (به عربی: نفاطيم) (به عبری: בסיס נבטים) (یاتا: VTM، ایکائو: LLNV) که با نام پایگاه ۲۸ نیروی هوایی نیز شناخته می‌شود، یک پایگاه متعلق به نیروی هوایی اسرائیل است که در ۱۵ کیلومتری جنوبشرقی شهر بئرشبع در صحرای نگب قرار دارد. این پایگاه یکی از بزرگ‌ترین پایگاه‌های هوایی در اسرائیل است و دارای سه باند پروازی با طول‌های مختلف هست. جت‌های جنگندهٔ رادارگریز، هواپیماهای ترابری، هواپیماهای تانکر و هواگردهای شناسایی/تشخیص الکترونیکی و همچنین هواپیماهای موسوم به «ایر فورس وان اسرائیل» در این پایگاه مستقر هستند. ستاد فرماندهی و جنگنده‌های اف-۳۵ متعلق به اسکادران ۱۴۰ و اسکادران ۱۱۶ و نیز اسکادران ۱۱۷، همچنین واحد ۵۷۰۰ و نیز اسکادران ۱۳۱ هواپیماهای ترابری سی-۱۳۰ در این پایگاه مستقر می‌باشند.

## حمله موشکی ایران
در پی حمله ایران به اسرائیل در آوریل ۲۰۲۴ طی عملیات "وعده‌صادق" این پایگاه آسیب دید. طبق تصاویر ماهواره ای و ویدئویی، حدود ۷ موشک بالستیک به این پایگاه اصابت کرده است.
همینطور در عملیاتی دیگر در شب  ۱ اکتبر سپاه پاسداران انقلاب اسلامی ایران نیز به این پایگاه حمله کرد.